# Methia lycoides
Methia lycoides là một loài bọ cánh cứng trong họ Cerambycidae.